# Choeroniscus minor
Petit Oxyrhine
Espèce
Statut de conservation UICN

 LC  : Préoccupation mineure
Répartition géographique
Choeroniscus minor, le Petit Oxyrhine, est une espèce américaine de chauves-souris de la famille des Phyllostomidae.

## Description
Choeroniscus minor a une longueur de la tête et du corps comprise entre 61 et 70 mm, la longueur de l'avant-bras entre 33 et 36 mm, la longueur de la queue entre 6 et 9 mm, la longueur du pied entre 8.5 et 10 mm, la longueur des oreilles entre 11 et 13 mm et un poids allant jusqu'à 12 g. Elle présente un petit dimorphisme sexuel : les femelles ont une masse corporelle moyenne de 9,8 g et une longueur totale de 69,1 mm, tandis que les mâles ont une masse corporelle moyenne de 8 g et une longueur totale de 63,8 mm.
La fourrure est dense et s'étend dorsalement jusqu'aux coudes. Les parties dorsales varient du brun foncé au brun noirâtre avec la base des poils brun jaunâtre, tandis que les parties ventrales sont légèrement plus claires.
Le museau est long et avec une feuille nasale lancéolée bien développée. Les oreilles sont petites, triangulaires, avec un bord antérieur convexe et une concavité sur le bord postérieur juste en dessous de l'extrémité arrondie. Le tragus est court, légèrement pointu et doté d'une échancrure à l'extrémité du bord postérieur. Les ailes sont attachées en arrière à la base du gros orteil. La queue est courte et entièrement incluse dans la grande membrane interfémorale, qui présente un bord libre en forme de U. Le calcar est plus court que le pied et n'a pas de quille.
La langue est remarquablement longue, atteignant une longueur pouvant atteindre 50 % de la taille totale du corps, et peut être vue même lorsque la bouche est fermée, car elle présente un large espace entre les dents de devant. Le bout de la langue a de petits poils, qui lui permettent vraisemblablement de sucer le nectar. Les dents sont de forme quelque peu variable, bien que seules les canines ressortent, toutes les autres dents étant petites et délicates. Les incisives supérieures sont minuscules et séparées par un espace, tandis que les incisives inférieures sont complètement absentes. Cela permet à la chauve-souris d’étendre sa langue à travers une sorte de canal.
Le caryotype est 2n=20 FNa=36.

## Répartition
Choeroniscus minor est présente dans le centre et le Sud de la Colombie et au Venezuela, au Guyana, au Suriname, en Guyane, en Équateur, au Pérou, dans la majeure partie du Brésil, à l'exception des États les plus méridionaux et du Nord et du centre de la Bolivie ainsi que l'île de Trinidad.
Elle vit dans les forêts tropicales humides à proximité des ruisseaux et des plans d'eau jusqu'à 1 300 mètres d'altitude.

## Comportement

### Habitation
Choeroniscus minor est une espèce nocturne. Le jour, elle se réfugie par couples ou en petits groupes sous les troncs abattus ou dans les cavités des arbres. Elle vit dans le même refuge depuis plusieurs mois.

### Alimentation
Elle se nourrit de nectar, de pollen et parfois d'insectes.

### Reproduction
Une femelle en lactation a été capturée en Colombie en décembre, tandis que d'autres femelles gravides ont été observées sur l'île de Trinidad en août et au Pérou entre avril et juin. Elles donnent naissance à un bébé à la fois.

## Classification
Le nom valide complet (avec auteur) de ce taxon est Choeroniscus minor (Peters, 1868).
L'espèce a été initialement classée dans le genre Choeronycteris sous le protonyme Choeronycteris minor Peters, 1868,.
Ce taxon porte en français le nom vernaculaire ou normalisé suivant : Petit Oxyrhine.
Choeroniscus minor a pour synonymes :
- Choeroniscus intermedius (J.A.Allen & Chapman, 1893)
- Choeronycteris minor Peters, 1868

### Publication originale
- (de) W. Peters, « Über die zu den Glossophagae gehörigen Flederthiere und über eine neue Art der Gattung Colëura », Monatsberichte der Königlichen Preussischen Akademie der Wissenschaften zu Berlin, Berlin, Inconnu et Druckerei der Königlichen Akademie der Wissenschaften (d), vol. 1868,‎ 1868, p. 361-368 (OCLC 8356354, lire en ligne).